# Pattinatori Spinea
La Pattinatori Spinea è una squadra sportiva italiana di pattinaggio corsa fondata nel 1975 con sede a Spinea comune della Città metropolitana di Venezia ed è costituita attualmente come associazione sportiva dilettantistica.
Affiliata alla Federazione Italiana Sport Rotellistici (FISR), utilizza per le proprie attività il pattinodromo comunale di Spinea e l'adiacente pista in asfalto del Parco Nuove Gemme.
Come squadra nel 1985 vince a Marghera località del Comune di Venezia il suo primo campionato italiano su strada.
Durante la sua attività ha conquistato per tre anni consecutivi (1991, 1992 e 1993) il trofeo Bonacossa, premio multidisciplinare che viene assegnato alla società che conquista il maggior numero di punti considerando tutti i risultati di tutte le attività federali in tutte le categorie, mentre cinque atleti hanno vinto complessivamente 12 titoli mondiali.
Dopo la ristrutturazione del pattinodromo comunale, nel 2022 la squadra ha organizzato per conto della federazione nazionale il campionato italiano indoor.
- 1975 - Giuseppe Gatto
- 1978 - Maurizio Carraro
- 1979 - Giovannino De Riu
- 1983 - Duino Chinellato
- 1994 - Riccardo Artuso
- 1995 - Duino Chinellato
- 1996 - Paolo Zangarini
- 1999 - Aliberto Catarzi
- 2001 - Natalino Bonadonna
- 2015 - Filippo De Riu
- 2017 - Paola Lugato
- 2019 - Michele Marchese
- 2021 - Michele Lugato
- 2023 - Maurizio Carraro

## Palmarès
- trofei Bonacossa: 3

1991 1992 1993
Inoltre ha raggiunto il terzo posto nella classifica finale negli anni 1994, 2006 e 2007.
- Campionati italiani strada assoluti: 6

1985 Venezia
1988 Genova
1989 Marina di Grosseto
1991 Finale Emilia
1992 Pescara
1993 Ferrara
- Campionati italiani pista assoluti: 2

1992 Scaltenigo
1993 Scaltenigo
- Campionati italiani indoor assoluti: 3

1988 Spinea
1995 Salsomaggiore
2007 Adria
- Campionati italiani indoor giovanili: 1

1994 Spinea
- Campionati italiani pista giovanili: 1

1994 San Benedetto del Tronto

## Atleti della Pattinatori Spinea che hanno vinto un titolo mondiale
- Patrizio Sarto
  - 1987 Grenoble - gara Americana
  - 1988 Cassano d'Adda - 15.000 metri
  - 1988 Cassano d'Adda - 20.000 metri
- Luca Antoniel
  - 1990 Bello - 500 metri sprint[7]
  - 1990 Bello - 300 metri cronometro[8]
  - 1991 Ostenda - 1.500 metri sprint
  - 1991 Ostenda - 300 metri cronometro
  - 1992 Roma - gara Americana
- Andrea Bighin[9]
  - 1998 Piombino - gara Americana - mondiale juniores [10]
- Francesco Zangarini
  - 1998 Piombino - gara Americana - mondiale juniores
  - 1998 Piombino 15.000 metri eliminazione - mondiale juniores[11]
- Erika Zanetti
  - 2012 San Benedetto del Tronto - 500 metri sprint[12]

## Atleti della Pattinatori Spinea vincitori di medaglia d'oro ai World Games
- Erika Zanetti
  - 2013 Cali - 300 metri cronometro pista
  - 2013 Cali - 500 metri sprint     strada

## Atleti della Pattinatori Spinea che hanno vinto un titolo europeo
Tra tutti gli atleti della squadra che hanno vestito la maglia della nazionale italiana 8 sono riusciti a vincere almeno un titolo europeo assoluto mentre 9 hanno vinto almeno un titolo europeo giovanile; 2 titoli nelle categorie Master.

### Titoli europei assoluti
- Erika Zanetti
  - 2006	strada	500 metri sprint -        Cassano d'Adda
  - 2006 pista	1.000 metri in linea - 	Cassano d'Adda
  - 2007	strada	500 metri sprint -	Estarraja
  - 2008	pista	500 metri sprint -       Gera
  - 2008	strada	200 metri cronometro -   Gera
  - 2008	strada	gara Americana -         Gera
  - 2009	pista	500 metri sprint -       Ostenda[13]
  - 2009	strada	gara Americana -         Ostenda
  - 2010	pista	500 metri sprint -       San Benedetto del Tronto
  - 2010	pista	300 metri cronometro -   San Benedetto del Tronto
  - 2010	strada	500 metri sprint -       San Benedetto del Tronto
  - 2010	strada	gara Americana -         San Benedetto del Tronto
  - 2010	strada	200 metri cronometro -   San Benedetto del Tronto
  - 2011	pista	300 metri cronometro -   Heerde
  - 2011	strada	200 metri cronometro -   Heerde
  - 2012	pista	gara Americana -         Szeged
  - 2012	pista	500 metri sprint -       Szeged
  - 2012	pista	300 metri cronometro -   Szeged
  - 2013	strada	500 metri sprint -       Almere
  - 2013	strada	200 metri cronometro -   Almere
  - 2014 pista	300 metri cronometro -   Geisingen[14]
  - 2014 strada	200 metri cronometro -   Geisingen
- Luca Antoniel
  - 1990	pista	gara Americana - Inzell
  - 1990	pista	300 metri cronometro - 	Inzell
  - 1990	pista	1.500 metri sprint -	Inzell
  - 1990	pista	500 metri sprint - 	Inzell
  - 1990	strada	300 metri cronometro - 	Inzell
  - 1990	strada	gara Americana - 	Inzell
  - 1991	strada	gara Americana -	Pescara
  - 1991	strada	1.500 metri in linea -	Pescara
  - 1991	strada	300 metri cronometro -	Pescara
  - 1992	strada	300 metri cronometro -	Acireale
  - 1992	strada	gara Americana - 	Acireale
  - 1992	strada	500 metri sprint - 	Acireale
  - 1993	strada	gara Americana - 	V. Agen
  - 1993	strada	5.000 metri in linea - 	V. Agen
  - 1993	strada	300 metri cronometro - 	V. Agen
- Patrizio Sarto
  - 1987	pista	20.000 metri in linea -	Ostenda
  - 1987	pista	gara Americana - 	Ostenda
  - 1988	strada	10.000 metri in linea - 	Germania
  - 1988	strada	500 metri sprint - 	Germania
- Filippo De Riu
  - 1989	strada	10.000 metri in linea - 	Isole Azzorre
  - 1990	pista	gara Americana -	Inzell
  - 1991	strada	gara Americana - 	Pescara
  - 1991	strada	5.000 metri in linea - Pescara
- Francesco Zangarini
  - 1999	pista	gara Americana - 	Ostenda
  - 2000	pista	gara Americana -	Latina
  - 2000	strada	5.000 metri in linea - 	Sabaudia[15]
  - 2000	strada	gara Americana - 	Sabaudia
- Cinzia Ponzetti
  - 2006	pista	gara Americana - 	Cassano d'Adda
- Giovanna Troldi
  - 1993	pista	1.000 metri in linea - V. Agen
- Franca Vianello
  - 1988	strada	3.000 metri in linea - Gujan Mestras

### Titoli europei giovanili
- Marco Zangarini
  - 1993	strada	gara Americana - 	V. Agen
  - 1993	strada	3.000 metri in linea - 	V. Agen
  - 1994	strada	gara Americana -	Neustadt[16]
  - 1994	strada	3.000 metri in linea - 	Neustadt
  - 1994	strada	500 metri sprint - 	Neustadt
  - 1996 strada 5.000 metri in linea -  Piombino
  - 1996 strada gara americana       -  Piombino[17]
- Elena Chinellato
  - 1992	strada	300 metri cronometro - 	Portogallo
  - 1993	strada	500 metri sprint - 	V. Agen
  - 1993	strada	gara Americana - 	V. Agen
  - 1994	strada	gara Americana - 	Neustadt
- Francesco Zangarini
  - 1998	strada	5.000 metri in linea - 	Lisbona
  - 1998	strada	10.000 metri a punti - 	Lisbona
  - 1998	strada	15.000 metri eliminazione - 	Lisbona
- Andrea Vanin
  - 1997	pista	1.500 metri in linea - 	Pamplona
  - 1997	pista	500 metri sprint - 	Pamplona
- Mirka Segato
  - 1982	strada	3.000 metri in linea - 	Marina di Grosseto
- Manuela Mazzaron
  - 1986 strada	5.000 metri in linea - 	Isole Azzorre
- Andrea Bighin
  - 1997	pista	gara Americana - 	Pamplona
- Francesca Bettrone
  - 2007 	strada	gara Americana - 	Heerde
- Enrico Favaretto
  - 2013	pista	300 metri cronometro - 	Geisingen[18]

### Titoli europei - categorie Master
- Domenico Moneglia
  - 2019	strada	Maratona cat. over 30 	Londra
- Marco Zangarini
  - 2019	strada	Maratona cat. over 40 	Londra

## Atleti e squadre della Pattinatori Spinea che hanno vinto un titolo ai campionati italiani
Comprendendo l'anno sportivo 2024/25 complessivamente sono 236 i titoli vinti da atleti e squadre della Pattinatori Spinea ai campionati italiani.

### Titoli italiani assoluti individuali
- Erika Zanetti
  - 2006	pista	1.000 formula mondiale	- Venezia
  - 2006	indoor	10.000 metri in linea	- Avezzano
  - 2006	strada	200 metri cronometro	- Jesi
  - 2006	pista	300 metri cronometro	- Venezia
  - 2006	pista	500 metri sprint	- Venezia
  - 2006	strada	500 metri sprint	- Jesi
  - 2007	pista	500 metri sprint	- Piacenza
  - 2007	strada	500 metri sprint	- Latina
  - 2008	indoor	1000 metri	- Lignano Sabbiadoro
  - 2008	pista	300 metri cronometro	- Alte Ceccato
  - 2008	pista	1.000 metri formula mondiale	- Alte Ceccato
  - 2008	pista	500 metri sprint	- Alte Ceccato
  - 2008	strada	500 metri sprint	- Piombino
  - 2009	pista	500 metri sprint	- Siena
  - 2010	pista	1.000 metri in linea	- Pollenza
  - 2010	strada	200 metri cronometro	- Cardano al Campo
  - 2010	pista	300 metri cronometro	- Pollenza
  - 2010	pista	500 metri sprint	- Pollenza
  - 2010	strada	500 metri sprint	- Cardano al Campo
  - 2011	strada	200 metri cronometro	- San Benedetto del Tronto
  - 2011	pista	300 metri cronometro	- Senigallia
  - 2011	strada	500 metri sprint	- San Benedetto del Tronto
  - 2012	pista	1.000 metri formula mondiale	- San Giorgio delle Pertiche
  - 2012	pista	300 metri cronometro	- San Giorgio delle Pertiche
  - 2013	strada	1.500 metri in linea	- Salizzole
  - 2013	strada	200 metri cronometro	- Salizzole
  - 2013	pista	300 metri cronometro	- Bellusco
  - 2013	pista	500 metri sprint	- Bellusco
  - 2014	indoor	2 giri sprint	- Pescara
  - 2014	indoor	200 metri atleti contrapposti	- Pescara
  - 2014	pista	500 metri sprint	- Pollenza
  - 2014	strada	500 metri sprint	- Cassano D'Adda
- Luca Antoniel
  - 1990	strada	1.500 metri in linea	- Cassano d'Adda
  - 1990	indoor	10.000 metri eliminazione	- Spinea
  - 1990	indoor	2 giri sprint	- Spinea
  - 1990	pista	300 metri cronometro	- Bologna
  - 1990	strada	300 metri cronometro	- Cassano d'Adda
  - 1990	strada	500 metri sprint	- Cassano d'Adda
  - 1991	strada	1.500 metri sprint	- Finale Emilia
  - 1991	strada	300 metri cronometro	- Finale Emilia
  - 1991	strada	500 metri sprint	- Finale Emilia
  - 1992	strada	1.500 metri sprint	- Pescara
  - 1992	pista	300 metri cronometro	- Scaltenigo
  - 1992	strada	300 metri cronometro	- Pescara
  - 1992	strada	500 metri sprint	- Pescara
  - 1993	strada	1.500 metri in linea	- Ferrara
  - 1993	strada	3.000 metri in linea	- Ferrara
  - 1993	pista	300 metri cronometro	- Scaltenigo
  - 1993	strada	300 metri cronometro	- Ferrara
- Filippo De Riu
  - 1986	strada	10.000 metri in linea	- Grosseto
  - 1987	indoor	10.000 metri eliminazione	- Spinea
  - 1989	indoor	10.000 metri eliminazione	- Spinea
  - 1989	strada	10.000 metri eliminazione	- Marina di Grosseto
  - 1989	strada	Gran Fondo	- Fabriano
  - 1991	pista	10.000 metri a punti	- Scaltenigo
  - 1992	pista	10.000 metri a punti	- Scaltenigo
  - 1992	indoor	10.000 metri eliminazione	- Spinea
  - 1993	indoor	5.000 metri in linea	- Spinea
  - 1993	strada	5.000 metri in linea	- Ferrara
- Patrizio Sarto
  - 1987	pista	10.000 metri eliminazione	- Pineto
  - 1987	pista	10.000 metri in linea	- Pineto
  - 1987	indoor	2 giri sprint	- Spinea
  - 1988	pista	10.000 metri in linea	- Venezia
  - 1988	pista	5.000 metri in linea	- Venezia
- Franca Vianello
  - 1988	pista	1.000 metri in linea	- Venezia
  - 1988	strada	1.000 metri in linea	- Genova
  - 1990	pista	500 metri sprint	- Bologna
  - 1993	pista	1.000 metri	- Scaltenigo
  - 1993	strada	1.000 metri	- Ferrara
- Giovanna Troldi
  - 1993	strada	300 metri cronometro	- Ferrara
  - 1993	strada	500 metri sprint	- Ferrara
  - 1994	strada	300 metri cronometro	- Piombino
  - 1995	indoor	500 metri sprint	- Salsomaggiore
- Moira Tolomei
  - 1990	indoor	5.000 metri eliminazione	- Spinea
  - 1990	pista	5.000 metri eliminazione	- Bologna
  - 1990	strada	3.000 metri in linea	- Cassano d'Adda
  - 1990	strada	5.000 metri eliminazione	- Cassano d'Adda
- Francesco Zangarini
  - 1999	strada	20.000 metri eliminazione	- Ferrara
  - 2000	pista	1.500 metri	- Noale [19]
  - 2000	strada	15.000 metri punti e eliminazione	- Cagliari[20]
  - 2000	strada	20.000 metri eliminazione	- Cagliari
- Massimiliano Nigro
  - 1991	pista	1.500 metri in linea	- Lecce
  - 1991	strada	1.500 metri in linea	- Cassano d'Adda
  - 1991	strada	500 metri sprint	- Cassano d'Adda
- Matteo Barison
  - 2021/22 strada	10.000 metri a punti	- Cassano d'Adda
  - 2023/24 pista      5.000 metri a punti    - San Giorgio delle Pertiche

- Riccardo Passarotto

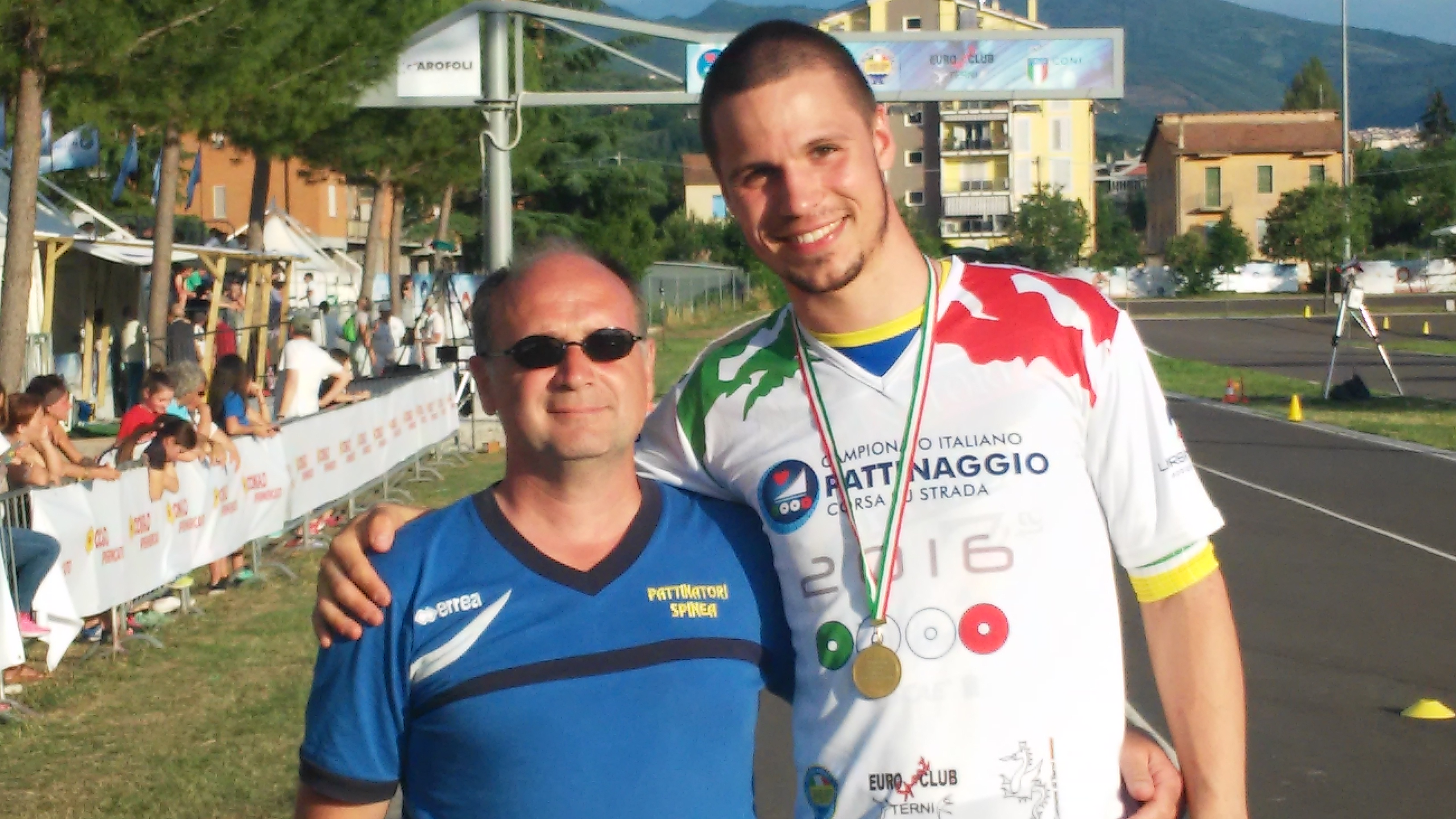
Terni 2016, Riccardo Passarotto, campione italiano, e l'allenatore Luca Bocola

  - 2016	strada	100 metri in corsia	- Terni[21]
  - 2016	pista	300 metri cronometro	- Scaltenigo[22]
- Mirka Segato
  - 1985	strada	3.000 metri in linea	- Venezia
  - 1988	indoor	5.000 metri eliminazione	- Spinea
- Francesca Bettrone
  - 2009	pista	1.000 metri formula mondiale	- Siena
- Andrea Bighin
  - 2000	strada	10.000 metri a punti	- Cagliari [23]
- Cristina Busato
  - 1990	pista	1.000 metri in linea	- Bologna
- Monica Carraretto
  - 1985	strada	1.000 metri in linea	- Venezia
- Stefano Carraro
  - 1984	pista	5.000 metri in linea	- Cassano d'Adda
- Antonio Grotto
  - 1985	strada	5.000 metri in linea	- Venezia
- Ennio Mumeni
  - 1985	strada	10.000 metri in linea	- Venezia
- Giorgio Osellame
  - 1993	indoor	10.000 metri eliminazione	- Spinea
- Cinzia Ponzetti
  - 2004	strada	20.000 metri eliminazione	- Imola

1985-qualifiche campionati italiani, il Presidente Duino Chinellato e la squadra agonisti

### Titoli italiani assoluti in gare a squadre
- squadre femminili - gara americana a staffetta
  - 2023/24 San Giorgio delle Pertiche - pista (Asia Libralesso, Selena Cesca, Camilla Beggiato)
  - 2014	Pescara	- indoor	(Erika Zanetti, Veronica Luciani, Marta Bonadonna, riserva Margherita De Riu)
  - 2011	San Benedetto	- strada	(Erika Zanetti, Jessica	Prior, Marta Bonadonna)
  - 2009	Siena	- pista	(Erika Zanetti, Katia Pellizzon, Francesca Bettrone)
  - 2008	Alte Ceccato	- pista	(Erika Zanetti, Elisa Mumeni, Francesca Bettrone)
  - 2007	Adria	- indoor	(Erika Zanetti, Alice Gaetani, Cinzia Ponzetti)
  - 2007	Latina	- strada	(Erika Zanetti, Alice Gaetani, Katia Pellizzon)
  - 2007	Piacenza	- pista	(Erika Zanetti, Alice Gaetani, Francesca Bettrone)
  - 2006	Venezia	- pista	(Erika Zanetti, Alice Gaetani, Elisa Michieletto)[24]
- squadre maschili - gara americana a staffetta
  - 2000	Cagliari	- strada	( Francesco Zangarini, Andrea Bighin, Matteo Rizzi)
  - 1993	Scaltenigo	- pista	(Filippo De Riu, Giorgio Osellame, Luca Antoniel)
  - 1992	Scaltenigo	- pista	(Filippo De Riu, Enrico Zanetti, Luca Antoniel)
  - 1992	Pescara	- strada	(Filippo De Riu, Massimiliano Nigro, Luca Antoniel)
  - 1991	Scaltenigo	- pista	(Filippo De Riu, Giorgio Osellame, Luca Antoniel)
  - 1991	Finale Emilia	- strada	(Filippo De Riu, Eros Favot, Luca Antoniel)

### Titoli italiani giovanili individuali
- Marco Zangarini
  - 1993	pista	5.000 metri eliminazione	-	Trapani
  - 1993	indoor	5.000 metri in linea	-	Spinea
  - 1994	indoor	10.000 metri eliminazione	-	Spinea
  - 1994	pista	10.000 metri eliminazione	-	San Benedetto del Tronto[25]
  - 1994	strada	3.000 metri in linea	-	Paderno
  - 1994	strada	5.000 metri eliminazione	-	Paderno
  - 1994	strada	500 metri sprint	-	Paderno
  - 1994	indoor	5.000 metri in linea	-	Spinea
  - 1995	indoor	3.000 in linea	-	Salsomaggiore
  - 1995	indoor	5.000 in linea	-	Salsomaggiore
  - 1995 pista 500 metri sprint - Ascoli[26]
  - 1995 pista 20.000 eliminazione - Ascoli[27]
  - 1996	strada	20.000 eliminazione	-	Modena
  - 1996	indoor	3.000 in linea	-	Salsomaggiore
- Francesco Zangarini
  - 1994	indoor	1.500 metri in linea	-	Spinea
  - 1994	pista	1.500 metri in linea	-	San Benedetto del Tronto
  - 1996	indoor	1.500 metri in linea	-	Salsomaggiore
  - 1998	pista	15.000 metri eliminazione	-	Padova
  - 1998	pista	1.500 metri in linea	-	Padova
  - 1998	pista	10.000 metri punti e eliminazione	-	Padova
  - 1998	strada	20.000 metri eliminazione	-	Milano [28]
  - 1998	strada	10.000 metri punti	-	Milano
  - 1998	strada	1.500 metri in linea	-	Milano [29]
- Mirka Segato
  - 1982	strada	1.500 metri in linea	-	Spinea
  - 1982	strada	3.000 metri in linea	-	Spinea
  - 1982	pista	5.000 metri in linea	-	Pineto
  - 1982	strada	5.000 metri in linea	-	Spinea
  - 1984	strada	10.000 metri in linea	-	Cattolica
  - 1984	strada	3.000 metri in linea	-	Cattolica
  - 1984	strada	5.000 metri in linea	-	Cattolica
- Marta Bonadonna
  - 2007	indoor	1.000 metri in linea	-	Monza[30]
  - 2008	strada	200 metri cronometro	-	Piombino
  - 2008	indoor	300 metri sprint	-	Lignano Sabbiadoro
  - 2008	pista	300 metri sprint	-	Alte Ceccato
  - 2009	pista	500 metri sprint	-	Siena
  - 2010	indoor	1.000 metri in linea	-	Novara
  - 2010	pista	500 metri sprint	-	Pollenza
- Michele Sabbadin
  - 2010	indoor	1.000 metri in linea	-	Novara
  - 2010	pista	1.000 metri in linea	-	Pollenza
  - 2010	strada	1.000 metri in linea	-	Cardano al Campo
  - 2010	pista	2 giri sprint	-	Pollenza
  - 2010	indoor	300 metri sprint	-	Novara
  - 2011	strada	1.500 metri in linea	-	San Benedetto del Tronto
  - 2011	strada	5.000 metri eliminazione	-	San Benedetto del Tronto
- Asia Elsa Libralesso
  - 2015	strada	300 metri sprint	-	Terni[31]
  - 2016	pista	300 metri cronometro	-	Scaltenigo
  - 2017 strada 500 metri sprint        -       Asiago [32]
  - 2017 pista 300 metri cronometro    -       Montecchio Maggiore[33]
  - 2017 pista 500 metri sprint        -       Montecchio Maggiore[34]
  - 2018 pista 500 metri sprint    -       Bellusco [35]
  - 2018 strada 1 giro sprint    -       Cassano d'Adda [36]
- Elena Chinellato
  - 1992	strada	500 metri sprint	-	Jesi
  - 1993	pista	1.000 metri in linea	-	Pineto
  - 1993	pista	300 cronometro	-	Pineto
  - 1993	indoor	500 metri sprint	-	Spinea
  - 1993	strada	500 metri sprint	-	Jesi

- Marzia Nigro

1986, Marzia Nigro medaglia d'oro ai campionati italiani di Finale Emilia

  - 1982	strada	100 metri cronometro	-	Bari
  - 1984	strada	100 metri cronometro	-	Imola
  - 1986	strada	100 metri cronometro	-	Finale Emilia
  - 1986	strada	300 metri sprint	-	Finale Emilia
- Andrea Bighin
  - 1997	strada	1.500 metri in linea	-	Cassano d'Adda
  - 1999	pista	10.000 metri eliminazione	-	Roseto degli Abruzzi
  - 1999	strada	10.000 metri eliminazione	-	Ferrara[37]
  - 1999	indoor	5.000 metri in linea	-	Salsomaggiore
- Andrea Vanin
  - 1995	indoor	1.500 in linea	-	Salsomaggiore
  - 1995	indoor	3.000 in linea	-	Salsomaggiore
  - 1997	strada	1.500 metri in linea	-	Jesi [38]
- Tommaso Catarzi
  - 1993	indoor	2 giri sprint	-	Spinea
  - 1993	indoor	Destrezza	-	Spinea
  - 1993	pista	2 giri sprint	-	Pordenone
- Giacomo Gobbato
  - 2023/24	strada	1 giro sprint   	-	San Benedetto del Tronto
  - 2023/24   pista   500 metri sprint    -   San Giorgio delle Pertiche
  - 2023/24   pista   1.000 metri sprint  -   San Giorgio delle Pertiche
- Davide Menegaldo
  - 2021/22	indoor	5000 metri a punti	-	Spinea
  - 2021/22	strada	100 metri in corsia	-	Cassano d'Adda
  - 2022/23   strada  10.000 metri a punti -  San Benedetto del Tronto
- Filippo De Riu
  - 1983	pista	3.000 metri in linea	-	Terni
  - 1983	pista	5.000 metri in linea	-	Terni
- Enrico Favaretto
  - 2013	indoor	2 giri sprint	-	Pescara[39]
  - 2013	pista	300 metri cronometro	-	Bellusco[40]
- Gaia Lissandron
  - 2018	strada	100 metri sprint in corsia	-	Cassano d'Adda[41]
  - 2019/20  strada  100 metri sprint in corsia      -       Riccione[42]
- Veronica Luciani
  - 2011	indoor	3.000 metri in linea	-	Lignano Sabbiadoro
  - 2012	strada	10.000 metri eliminazione	-	Montereale Valcellina
- Elia Marchese
  - 2019	strada	mezza maratona  	-	Noale[43]
  - 2021  strada  maratona            -   Riccione
- Elisa Michieletto
  - 2004	strada	200 metri cronometro	-	Bellusco
  - 2006	pista	300 metri cronometro	-	Venezia
- Matteo Rizzi
  - 1993	indoor	5.000 metri a punti	-	Spinea
  - 1993	pista	5.000 metri a punti	-	Pineto
- Lorenzo Rosset
  - 1992	indoor	3.000 metri in linea	-	Spinea
  - 1993	indoor	3.000 metri in linea	-	Spinea
- Tommaso Batista
  - 1997	pista	800 metri in linea	-	Venezia
- Claudio Bernardi
  - 1990	pista	600 metri in linea	- San Benedetto del Tronto
- Francesca Bettrone
  - 2006	strada	200 metri cronometro	-	Cassano d'Adda
- Melissa Chinellato
  - 2024/25	indoor 	1 giro crono atleti contrapposti -	Pescara
- Enrico De Riu
  - 1982	strada	20.000 metri in linea	-	Trapani
- Francesco Diwidi Canda
  - 1995	indoor	Destrezza	-	Savona
- Roberto Fabi
  - 1989	indoor	2 giri sprint	-	Albignasego
- Alice Gaetani
  - 2006	strada	200 metri cronometro	-	Jesi
- Andrea Giolo
  - 2022/23	pista	3000 metri a punti	-	Martinsicuro
- Antonio Grotto
  - 1984	strada	20.000 metri in linea	-	Cattolica
- Juri Levorato
  - 2024/25	pista	1 giro sprint	-	Cantu'
- Diego Mancin
  - 2009	pista	500 metri sprint	-	Siena
- Andrea Menegaldo
  - 2021/22	pista	500 metri sprint	-	Bellusco
- Giorgio Osellame
  - 1989	indoor	10.000 metri eliminazione	-	Spinea
- Daniele Pelizzon
  - 2016	pista	300 metri cronometro	-	Mirano
- Gianluca Presti
  - 2017	indoor	3 giri sprint	-	Pesaro[44]

### Titoli italiani giovanili in gare a squadre
- squadre femminili - gara americana a staffetta
  - 2005	Fabriano	- strada	(Jessica Prior, Alice Gaetani, Francesca Bettrone)
- squadre maschili - gara americana a staffetta
  - 2023/24 San Benedetto - strada team sprint (Capozza Christian, Giacomo Gobbato)
  - 2023/24 Pescara       - indoor (Morelli Nicola, Gobbato Giacomo, Capozza Christian)
  - 1995	Martinsicuro	- pista (Francesco Zangarini, Andrea Vanin, Enrico Biasiotto)
  - 1994	San Benedetto	- pista (Marco Zangarini, Andrea Vanin, Fabio Corbetti)
  - 1994	Paderno	- strada  (Marco Zangarini, Andrea Vanin, Fabio Corbetti)
  - 1993	Trapani	- pista   (Marco Zangarini, Claudio Sartor, Fabio Corbetti)
  - 1993	Spinea	- strada  (Marco Zangarini, Claudio Sartor, Fabio Corbetti)
  - 1991	Merate	- strada  (Marco Valentini, Davide Fuin, Claudio Bortoletto)

### Titoli italiani - categorie Master
- Domenico Moneglia
  - 2019	Strada  	10.000 m cat. over 30	- Ferrara
  - 2019	Strada  	maratona cat. over 30	- Noale
- Marco Nuvolara
  - 2019	Strada  	10.000 m cat. over 40	- Ferrara
  - 2019	Strada  	maratona cat. over 40	- Noale
- Stefania Marlina
  - 2005	Strada  	KM 21 cat. Amatoriale A	- Tossignano

## Medagliere dal 2002 dei campionati italiani, categorie ragazzi/allievi/juniores/seniores
| Anno      | Oro | Argento | Bronzo | Totale | Posto classifica finale a punti |
| --------- | --- | ------- | ------ | ------ | ------------------------------- |
| 2002      | 0   | 1       | 1      | 2      | 42                              |
| 2003      | 0   | 0       | 3      | 3      | 11                              |
| 2004      | 2   | 1       | 2      | 5      | 8                               |
| 2005      | 1   | 3       | 4      | 8      | 14                              |
| 2006      | 10  | 5       | 7      | 22     | 3                               |
| 2007      | 6   | 8       | 4      | 18     | 3                               |
| 2008      | 9   | 7       | 5      | 21     | 5                               |
| 2009      | 5   | 2       | 5      | 12     | 6                               |
| 2010      | 12  | 1       | 4      | 17     | 15                              |
| 2011      | 7   | 7       | 3      | 17     | 16                              |
| 2012      | 3   | 3       | 1      | 7      | 17                              |
| 2013      | 6   | 7       | 3      | 16     | 9                               |
| 2014      | 5   | 5       | 2      | 12     | 10                              |
| 2015      | 1   | 5       | 1      | 7      | 26                              |
| 2016      | 4   | 2       | 5      | 11     | 15                              |
| 2017      | 4   | 4       | 3      | 11     | 14                              |
| 2018      | 3   | 1       | 0      | 4      | 18                              |
| 2019      | 1   | 7       | 6      | 14     | 17                              |
| 2019/2020 | 1   | 1       | 0      | 2      | annullato                       |
| 2020/2021 | 1   | 3       | 2      | 6      | 4                               |
| 2021/2022 | 4   | 2       | 6      | 12     | 4                               |
| 2022/2023 | 2   | 1       | 2      | 5      | 5                               |
| 2023/2024 | 7   | 3       | 10     | 18     | 4                               |
| 2024/2025 | 2   | 8       | 5      | 15     | 4                               |

## Manifestazioni sportive organizzate dalla squadra per conto della Federazione Nazionale

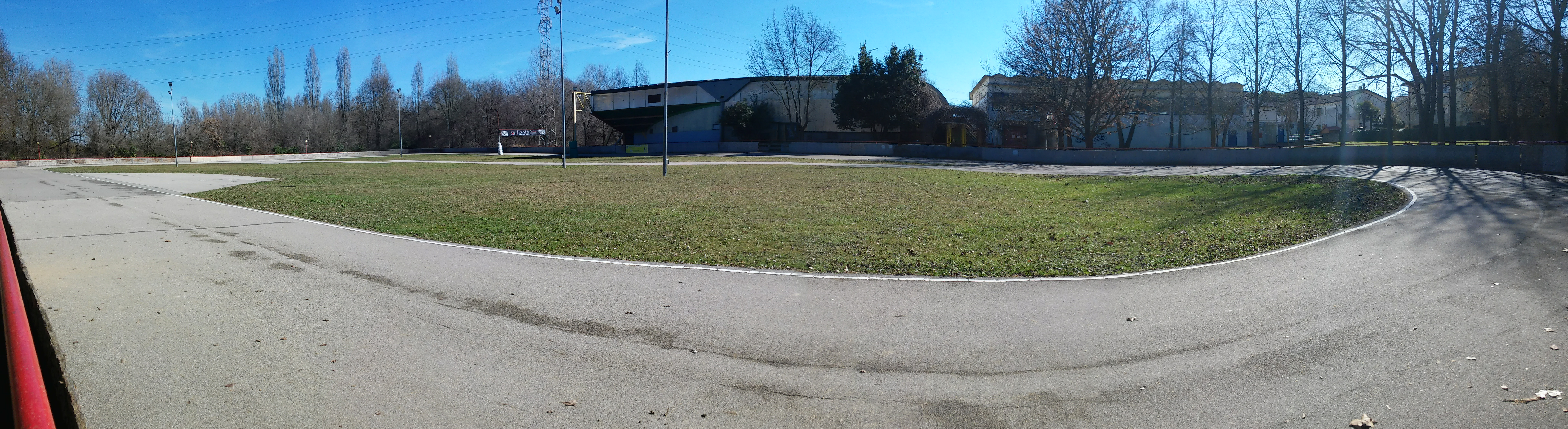
Spinea, pista del parco Nuove Gemme

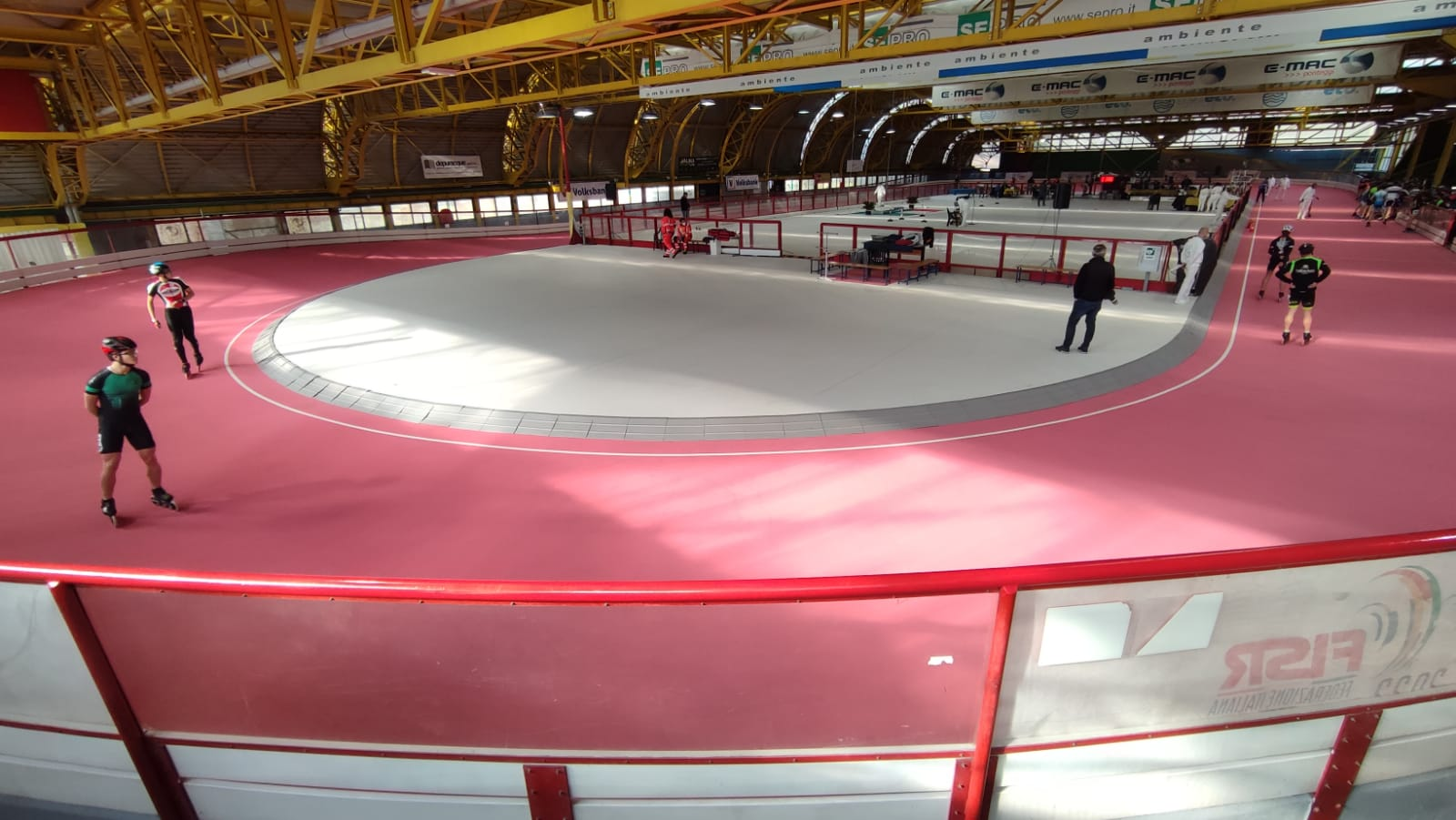
Spinea, interno del pattinodromo comunale

- 1982 campionato italiano giovanile su strada - Spinea pista del parco Nuove Gemme
- 1987 campionato italiano indoor - pattinodromo comunale di Spinea
- 1988 campionato italiano indoor - pattinodromo comunale di Spinea
- 1989 campionato italiano indoor - pattinodromo comunale di Spinea
- 1990 campionato italiano indoor - pattinodromo comunale di Spinea
- 1991 campionato italiano indoor - pattinodromo comunale di Spinea
- 1992 campionato italiano indoor - pattinodromo comunale di Spinea
- 1993 campionato italiano indoor - pattinodromo comunale di Spinea
- 1993 campionato italiano giovanile su strada - Spinea pista del parco Nuove Gemme
- 1994 campionato italiano giovanile indoor - pattinodromo comunale di Spinea[45]
- 2007 campionato italiano giovanile su strada - Spinea pista del parco Nuove Gemme[46]
- 2022 campionato italiano indoor - pattinodromo comunale di Spinea